# Éparchie Saint-Georges de Canton des Roumains
L'éparchie Saint-Georges de Canton (en anglais : eparchy of St George in Canton) ou éparchie Saint-Georges des Roumains (en latin : eparchia Sancti Georgii Martyris Romenorum ; en roumain : eparhia Sfântul Martir Gheorghe, a Românilor) est une Église particulière de l'Église catholique destinée aux fidèles de l'Église grecque-catholique roumaine, Église orientale en communion avec Rome, résidant en Amérique du Nord.
Depuis le 23 avril 2013, elle couvre les États-Unis et le Canada.
Elle est exempte et relève immédiatement du Saint-Siège.

## Territoire
L'éparchie couvre les États-Unis et le Canada.
Aux États-Unis, l'éparchie compte quatorze paroisses. Cinq sont situées dans l'Ohio : Saint-Georges de Canton, Saint-Théodore d'Alliance, Sainte-Trinité de Chesterland (en), Sainte-Hélène de Cleveland et Sainte-Marie de Boardman (en). Trois sont situées dans l'agglomération de Chicago : deux dans l'Illinois, Saints-Pierre-et-Paul de Chicago et Saint-Michel d'Aurora, et une dans l'Indiana, Saint-Michel d'East Chicago. Deux sont situées dans le Michigan : Saint-Jean-Baptiste de Détroit et Sainte-Marie de Dearborn. Deux autres sont situées dans le New Jersey : Sainte-Marie de Roebling et Saint-Basile de Trenton. Une est située en Pennsylvanie : Sainte-Marie de McKeesport. Une autre est située en Californie : la paroisse Sainte-Marie de Los Angeles.
L'éparchie compte aussi deux monastères : celui de la Sainte-Théophanie d'Olympia, dans le Washington, et celui de la Sainte-Résurrection de Saint Nazianz, dans le Wisconsin.
Elle compte aussi trois missions : la mission Saint-Joseph, établie à Wakefield (Massachusetts), la mission Sainte-Marie, établie à Long Island City (New York), et mission Saint-Jean-Baptiste, établie à Tustin (Californie).
Au Canada, l'éparchie ne compte que deux paroisses : la paroisse de l'Annonciation de Toronto, en Ontario, et la paroisse de la Nativité-de-la-Sainte-Vierge de Montréal, au Québec.

## Histoire
La présence de fidèles de l'Église grecque-catholique roumaine en Amérique du Nord est ancienne et les paroisses de cette Église aux États-Unis et au Canada ont longtemps été placées sous la juridiction des évêques diocésains latins.
Par la constitution apostolique Romenorum multitudo du 4 décembre 1982, le pape Jean-Paul II érige, à leur intention, l'exarchat apostolique pour les fidèles de rite byzantino-roumain aux États-Unis d'Amérique (exarchatus apostolicus pro fidelibus ritus byzantini Romenorum in Foederatis Civitatibus Americae Septentrionalis), juridiction avec à sa tête un évêque titulaire représentant l'archevêque majeur primat de l'église grecque-catholique roumaine, pour les fidèles de cette Église dans un territoire qui n'a pas d'évêque en propre.
Par la constitution apostolique Principi Apostolorum du 26 mars 1987, Jean-Paul II élève l'exarchat apostolique au rang d'éparchie, c'est-à-dire un diocèse de plein exercice, couvrant le territoire des États-Unis et du Canada.
L'éparchie Saint-Georges de Canton constitue le seul diocèse de l'Église grecque-catholique roumaine hors des frontières roumaines.
En 2010, l'éparchie compte environ 5 900 fidèles répartis dans 14 paroisses dont le service est assuré par 22 prêtres.

## Cathédrale
La cathédrale Saint-Georges (en anglais : St. George Cathedral) de Canton, dédiée à saint Georges de Lydda, est la cathédrale de l'éparchie.

## Liste des éparques
- 4 décembre 1982-2 juillet 1993 : Vasile Puscas (Vasile Louis Puscas)
- 2 juillet 1993-29 mars 1996 : siège vacant
- depuis le 29 mars 1996 : John Botean (John Michaël Botean)